# Héctor Sánchez
Héctor Enrique Sánchez (nacido el 17 de noviembre de 1989) es un receptor venezolano de béisbol profesional que juega para la organización de los Chicago White Sox en las Grandes Ligas y los Tiburones de La Guaira en la LVBP.

## Carrera profesional
En 2011, después de tener un porcentaje de embasado de .302 con 11 cuadrangulares y 58 impulsadas en 52 juegos para los San Jose Giants, Sánchez fue promovido a los Fresno Grizzlies. El 15 de julio de 2011, llegó por primera vez a las Grandes Ligas.
Héctor debutó en laLiga Venezolana de Béisbol Profesional con los Tiburones de La Guaira en 2011. En la ronda regular, Sánchez bateó para .339 de promedio, el segundo mejor de la liga, además de conectar 9 jonrones, 40 carreras remolcadas y exhibir slugging de .548 y porcentaje de embasado de .402, números con los que consiguió ser electo Novato del Año de la Liga Venezolana de Béisbol Profesional 2011/12. Sánchez obtuvo 44 de los 45 votos posibles para el primer lugar. El lanzador de las Águilas del Zulia, Wilfredo Boscán, fue quien recibió el otro voto, y terminó de segundo en la elección. El tercer puesto fue para el campocorto Freddy Galvis, también pieza de los rapaces. El grandeliga de los Gigantes de San Francisco se convirtió en el décimo pelotero en la historia de los Tiburones en llevarse esta distinción.
Sánchez fue seleccionado para formar parte de la plantilla de los Gigantes de San Francisco desde el Día Inaugural de l atemporada 2012, como segundo receptor detrás de Buster Posey. Debido a jugar junto a Barry Zito en su rehabilitación en Clase AAA, y su éxito como batería en las mayores en 2012, se convirtió en el receptor personal de Zito.
El 23 de abril de 2012, Sánchez conectó su primer cuadrangular al lanzador Dillon Gee.
El 25 de junio de 2014, Sánchez fue el receptor de Tim Lincecum para su segundo no hit no run contra los San Diego Padres.
Sánchez fue incluido en la lista de lesionados el 26 de julio de 2014. Luego de que una línea de foul le golpeó en la máscara el 16 de agosto, en una asignación de rehabilitación en la sucursal Clase AAA de Fresno, sufrió una segunda conmoción cerebral, lo que hizo que su temporada terminara prematuramente. Bateó para .196 con tres jonrones y 28 carreras impulsadas en 66 juegos durante la temporada de las Grandes Ligas. Aun así firmó un contrato de un año y 800,000 dólares con los Gigantes para el 2015. El asistente del director general, Bobby Evans, confirmó el movimiento. Sánchez se recuperó físicamente y jugó con los Tiburones de La Guaira en la LVBP en 2014.
El 14 de diciembre de 2015, Sánchez firmó un contrato de ligas menores con los Medias Blancas de Chicago que incluyó una invitación a los entrenamientos primaverales.